# Goera digitata
Goera digitata är en nattsländeart som beskrevs av Martynov 1931. Goera digitata ingår i släktet Goera och familjen grusrörsnattsländor. Inga underarter finns listade i Catalogue of Life.